# 2550 Houssay
2550 Houssay (1976 UP20) là một tiểu hành tinh vành đai chính được phát hiện ngày 21 tháng 10 năm 1976 bởi Felix Aguilar Observatory ở El Leoncito.